# Sweet Girl
Sweet Girl (bra: Justiça em Família; prt: Sweet Girl) é um filme americano de ação e suspense de 2021, dirigido por Brian Andrew Mendoza em sua estreia na direção e escrito por Philip Eisner e Gregg Hurwitz. O filme é estrelado por Jason Momoa, Isabela Merced, Manuel Garcia-Rulfo, Adria Arjona, Raza Jaffrey, Justin Bartha, Lex Scott Davis, Michael Raymond-James e Amy Brenneman.

## Sinopse
O devotado homem de família, Ray Cooper (Jason Momoa), jura justiça contra a empresa farmacêutica responsável por retirar do mercado uma droga potencialmente capaz de salvar vidas antes de sua esposa (Adria Arjona) morrer de câncer. Mas quando sua busca pela verdade leva a um encontro mortal que coloca Ray e sua filha Rachel (Isabela Merced) em perigo, a missão de Ray se transforma em uma busca por vingança para proteger a única família que lhe resta.

## Elenco
- Jason Momoa como Ray Cooper
- Isabela Merced como Rachel Cooper
  - Milena Rivero como Rachel Cooper (criança)
- Manuel Garcia-Rulfo como Amo Santos
- Amy Brenneman como Diana Morgan
- Adria Arjona como Amanda Cooper
- Justin Bartha como Simon Keeley
- Raza Jaffrey como Vinod Shah
- Lex Scott Davis como Agente do FBI Sarah Meeker
- Michael Raymond-James como Agente do FBI John Rothman
- Dominic Fumusa como Sam Walker
- Nelson Franklin como Martin Bennett
- Brian Howe como Pete Micelli
- Reggie Lee como Dr. Wu

## Produção
Em julho de 2019, foi anunciado que Jason Momoa havia se juntado ao elenco do filme, com Brian Andrew Mendoza dirigindo um roteiro de Philip Eisner, Gregg Hurwitz e Will Staples. Momoa também atuaria como produtor do filme, com distribuição da Netflix. Em outubro de 2019, Isabela Merced se juntou ao elenco do filme. Em dezembro de 2019, Manuel Garcia-Rulfo, Raza Jaffrey, Adria Arjona, Justin Bartha, Lex Scott Davis, Michael Raymond-James, Dominic Fumusa, Brian Howe, Nelson Franklin e Reggie Lee se juntaram ao elenco do filme.
As filmagens começaram em 11 de novembro de 2019 em Pittsburgh, Pensilvânia e terminaram em 11 de fevereiro de 2020.

## Lançamento
Foi lançado em 20 de agosto de 2021 na Netflix.

## Recepção
No site do agregador de resenhas Rotten Tomatoes, o filme tem uma taxa de aprovação de 18% com base em 49 resenhas, com uma classificação média de 4,3/10. O consenso crítico do site diz: "Sobrecarregado com clichês de ação e tropeçado por uma reviravolta na história, Sweet Girl desperdiça uma história potencialmente ressonante e algum trabalho sólido de suas pistas bem combinadas." No Metacritic, o filme tem um peso pontuação média de 46 em 100, com base em 16 críticos, indicando "críticas mistas ou médias".